# Jacques Brunel
Jacques Brunel (Courrensan, 14 de gener de 1954) és un ex-jugador i entrenador de rugbi a XV occità.
Com a jugador va formar part del FC Grenoble, l'USOS Carcassone i el FC Auch, on es va retirar com a jugador després de dotze anys al club, per passar a ser-ne l'entrenador entre 1988 i 1995.
Segueix la seva carrera com a entrenador a l'USOS Colomiers entre 1995 i 1999, després a la Section paloise de Pau, i posteriorment és nomenat entrenador adjunt de la selecció de França de rugbi a XV, encarregat dels davants. En aquesta tasca és adjunt de Bernard Laporte fins a la Copa del Món de Rugbi de 2007. La temporada 2007-2008 passa a ser entrenador de l'USAP de Perpinyà, del qual també és director general. Dins l'equip tècnic també compta amb Bernard Goutta, el 3a línia i capità català acabat de retirar, que s'encarrega dels davants.